# Jakob
Jakob eller Jacob er et drengenavn, der stammer fra hebraisk og betyder "den der fatter om hælen". Fra Det Gamle Testamente kendes patriarken Jakob, og fra det Det Nye Testamente apostlene Jakob, Zebedæus' søn og Jakob, Alfæus' søn samt Jesu bror Jakob. I Danmark kendes navnet allerede fra indskrifter på runestene fra vikingetiden.
De to versioner af navnet bæres af omkring 35.000 danskere (19.618 med stavemåden Jacob og 15.767 med stavemåden Jakob) ifølge Danmarks Statistik.  Jeppe og Ib er danske former af det samme navn. Der findes andre versioner på andre sprog, men disse bruges kun i beskedent omfang på dansk. Blandt eksemplerne er Jakup og Jacques.
Se endvidere James, som er en engelsk form af navnet Jakob, samt Jakobine, den kvindelige udgave af navnet.

## Kendte personer med navnet

### Kongelige personer
- Jakob 1., Jakob 2., engelske konger.
- Jakob 1., Jakob 2., Jakob 3., Jakob 4., Jakob 5., Jakob 6., Jakob 7., skotske konger.

### Andre personer
- Jacob (Moltke),  biskop i Viborg
- Jacob den Danske, dansk munk og missionær.
- Jakob Andkjær, dansk svømmer.
- Jacques Anquetil, fransk cykelrytter.
- Jacob Appel, dansk højskoleforstander, politiker og minister.
- Jacques Berg, dansk-fransk journalist og forfatter.
- Jacques Blum, dansk kultursociolog.
- Jacob Buksti, dansk tidligere minister.
- Jakob Bernoulli, schweizisk matematiker.
- Jacques Chirac, fransk præsident.
- Jacques-Yves Cousteau, fransk opdagelsesrejsende og forsker.
- Jacques Delors, fransk økonom og politiker.
- Jakob Ejersbo, dansk forfatter.
- Jacob Ellehammer, dansk opfinder og flypioner.
- Jacob Brønnum Scavenius Estrup, dansk godsejer, politiker og konsejlspræsident.
- Jakob Friis-Hansen, dansk fodboldspiller og -træner.
- Jakob Fuglsang, dansk cykelrytter.
- Jacob Gade, dansk komponist, violinist og dirigent.
- Jacob Groth, dansk komponist.
- Jacob Haugaard, dansk musiker, komiker og tidligere folketingsmedlem.
- Jacob Holdt, dansk fotograf og foredragsholder.
- Carl Gustav Jakob Jacobi, tysk matematiker.
- Jacob Christian Jacobsen, dansk brygger.
- Jacob Jensen, dansk designer.
- Jacob Laursen, dansk fodboldspiller.
- Jacob Ludvigsen, dansk journalist.
- Jakob Kjeldbjerg, dansk fodboldspiller og tv-vært.
- Jacob Mchangama, dansk jurist og liberal debattør.
- Jacob Nielsen Dannefer, dansk officer, vej på Frederiksberg opkaldt efter ham Jakob Dannefærds Vej
- Jakob Nielsen, dansk tv-journalist.
- Jakob Nielsen, dansk datalog.
- Jakob Axel Nielsen, dansk folketingsmedlem.
- Jakob Bech Nygaard, dansk forfatter.
- Jacques Offenbach, tysk-fransk komponist.
- Jacob Paludan, dansk forfatter.
- Jakob Piil, dansk cykelrytter.
- Jacob A. Riis, dansk fotograf og journalist.
- Jacques Rogge, belgisk IOC-præsident.
- Jean-Jacques Rousseau, fransk filosof.
- Jacob Saxtorph-Mikkelsen, dansk komponist.
- Jakob Stegelmann, dansk tv-vært.
- Jakob Sveistrup, dansk sanger.
- Jacques Tati, fransk filminstruktør og skuespiller.
- Jakob Wilms, dansk ungdomsforfatter og digter.

## Navnet anvendt i fiktion
- Mester Jakob er en kendt børnesang.
- Jacques Clouseau er navnet på den klodsede inspektør i Den lyserøde panter-serien, og han spilles af Peter Sellers i den oprindelige udgave.
- Jacob er en figur i den amerikanske tv-serie Lost.
- Jacob Marley er en karakter i Et juleeventyr af Charles Dickens.

## Andre anvendelser
- Sankt Jakobs Sogn med Sankt Jakobs Kirke i København.